# Colusión tácita
La colusión tácita (en inglés: Tacit collusion) es un fenómeno económico que se presenta en mercados oligopólicos, en los cuales las empresas no tienen un acuerdo formal explícito para fijar precios o reducir la competencia, pero aun así logran coordinar sus acciones de manera implícita. Esta coordinación suele llevar a un resultado similar al de un monopolio, donde los precios son más altos y la producción es menor que en un mercado competitivo. 
La colusión tácita difiere de la colusión explícita en que no hay acuerdos escritos ni comunicación directa entre las partes. En cambio, las empresas analizan el comportamiento de sus competidores y ajustan sus decisiones estratégicas en consecuencia, logrando coordinar sus acciones sin infringir las leyes de competencia de manera evidente. Este tipo de colusión es particularmente común en industrias donde hay pocos actores, alta transparencia en los precios y productos homogéneos, lo que facilita la vigilancia y respuesta mutua. 
En un mercado oligopólico, los incentivos para coludir tácitamente son fuertes, ya que competir agresivamente en precios puede reducir los márgenes de ganancia para todas las empresas involucradas. Mediante la colusión tácita, las empresas buscan evitar una "guerra de precios" y mantener beneficios a un nivel más alto, generando una estructura de mercado que, aunque no llega al monopolio formal, reduce significativamente el nivel de competencia. 
La estabilidad de la colusión tácita depende de varios factores, entre los cuales se destacan la frecuencia de la interacción entre las empresas y la capacidad de monitorear los movimientos de los competidores. En contextos donde la competencia es repetida a lo largo del tiempo, la amenaza de represalias en caso de desviarse de la estrategia común actúa como un disuasivo para romper el acuerdo tácito. Por ejemplo, si una empresa decide reducir sus precios para ganar cuota de mercado, sus competidores podrían responder con una reducción similar, lo cual finalmente afectaría negativamente a todos los actores del mercado. Esta amenaza implícita de "represalias de precios" fomenta la cooperación tácita. 
Además, la colusión tácita suele ser más difícil de detectar y sancionar por parte de las autoridades regulatorias debido a la falta de pruebas de una coordinación explícita. Las autoridades deben analizar patrones de comportamiento, como la fijación paralela de precios, y determinar si dichos patrones son el resultado de prácticas anticompetitivas o simplemente decisiones racionales en un contexto oligopólico. En este sentido, la colusión tácita representa un desafío significativo para la política de competencia, ya que los mecanismos tradicionales de aplicación de la ley antimonopolio no siempre son efectivos para abordarla. 

### Características de la Colusión Tácita
La colusión tácita se caracteriza por la ausencia de comunicación directa entre las empresas. Los participantes no necesitan realizar un acuerdo formal o explícito, sino que interpretan los comportamientos de sus competidores y ajustan sus estrategias en consecuencia.  Estas características incluyen:
- Ausencia de Comunicación Formal: Las empresas no intercambian mensajes de manera explícita, sino que basan sus decisiones en la observación de las acciones de sus competidores. [2]
- Liderazgo de Precios: Una empresa líder establece los precios, y las demás empresas siguen el mismo patrón, con la finalidad de evitar una guerra de precios que afecte sus márgenes de beneficio. [5]
- Transparencia en el Mercado: Los mercados que permiten la observación de precios y cantidades facilitan la colusión tácita, ya que las empresas pueden ajustar sus comportamientos observando las acciones de los rivales. [3]

### Ejemplos de Colusión Tácita
Un ejemplo típico de colusión tácita se puede observar en la industria de las aerolíneas. En este sector, cuando una aerolínea sube sus precios, sus competidores a menudo la siguen para evitar una guerra de precios, manteniendo así tarifas elevadas. Aunque no existe un acuerdo formal entre las compañías, el resultado es una coordinación tácita que reduce la competencia efectiva. 
Otro ejemplo se encuentra en la industria de los combustibles, donde los precios a menudo se mueven de manera paralela. Cuando una empresa aumenta el precio de la gasolina, sus competidores suelen seguirla casi inmediatamente, sin que exista evidencia de una comunicación formal. 

### Modelos de Duopolio
Los modelos de duopolio permiten analizar cómo interactúan dos empresas en un mercado oligopólico. Uno de los modelos más conocidos es el modelo de Cournot, en el cual cada empresa elige su nivel de producción suponiendo que la cantidad producida por la otra empresa es fija. La colusión tácita en el contexto del modelo de Cournot se presenta cuando ambas empresas deciden limitar su producción para aumentar los precios y maximizar sus beneficios. 
Por otro lado, el modelo de Bertrand se basa en la competencia de precios. En este modelo, cada empresa fija un precio, y asume que su competidor hará lo mismo. En condiciones de colusión tácita, las empresas podrían optar por fijar precios elevados para evitar competir agresivamente entre sí, lo cual es más probable si el producto que venden es homogéneo y hay pocos actores en el mercado. 

### Ejercicio de Duopolio: Teoría de Juegos
Consideremos un ejemplo de duopolio utilizando la teoría de juegos para ilustrar cómo las empresas pueden llegar a una colusión tácita. En este escenario, dos empresas, A y B, deben decidir entre fijar un precio alto o un precio bajo. Esta situación puede ser modelada como un juego estático en forma de matriz, donde los beneficios dependen de las decisiones conjuntas de ambas empresas.
Tabla de Pagos
|                        | Empresa B: Precio Alto | Empresa B: Precio Bajo |
| ---------------------- | ---------------------- | ---------------------- |
| Empresa A: Precio Alto | (40, 40)               | (10, 50)               |
| Empresa A: Precio Bajo | (50, 10)               | (20, 20)               |

En esta matriz de pagos:
- Si ambas empresas eligen fijar un precio alto, cada una obtiene un beneficio de 40.
- Si Empresa A elige un precio alto y Empresa B elige un precio bajo, la Empresa A obtiene un beneficio de 10, mientras que la Empresa B obtiene un beneficio de 50.
- Si Empresa A elige un precio bajo y Empresa B elige un precio alto, la Empresa A obtiene un beneficio de 50, mientras que la Empresa B obtiene un beneficio de 10.
- Si ambas empresas eligen fijar un precio bajo, ambas obtienen un beneficio de 20.

Análisis del Juego
- Dilema de los Duopolistas: Si ambas empresas colaboraran tácitamente y fijaran precios altos, obtendrían mayores beneficios (40 cada una). Sin embargo, cada empresa tiene un incentivo a desviarse y fijar un precio bajo, con la esperanza de capturar una mayor cuota de mercado y obtener un beneficio de 50. Esta situación crea un dilema, ya que si ambas deciden fijar precios bajos para maximizar sus beneficios individuales, terminan en un resultado menos favorable para ambas (20 cada una).

- Equilibrio de Nash: En este juego, el Equilibrio de Nash se encuentra en la estrategia en la que ambas empresas fijan un precio bajo (20, 20). Ninguna empresa tiene un incentivo para cambiar unilateralmente su estrategia, ya que hacerlo resultaría en una pérdida de beneficios si la otra empresa mantiene su decisión.

- Colusión Tácita: Para evitar el resultado subóptimo del equilibrio de Nash, las empresas podrían tratar de coludir tácitamente. Ambas comprenden que fijar precios altos sería beneficioso para ambas, y, por tanto, pueden llegar a un entendimiento implícito de no competir en precios. Este tipo de colusión es tácita porque no hay ningún acuerdo formal, pero ambas empresas ajustan su comportamiento para mantener precios altos y evitar la guerra de precios.

### Diferencias con la Colusión Explícita
La colusión tácita se diferencia de la colusión explícita en que no existen acuerdos escritos o verbales. La colusión explícita, como la que ocurre en los cárteles, está prohibida en la mayoría de los países y es perseguida por las autoridades de competencia. En cambio, la colusión tácita es más difícil de detectar y probar, ya que se basa en decisiones independientes que resultan en un comportamiento coordinado. 

### Regulación y Desafíos
La regulación de la colusión tácita presenta un desafío significativo para las autoridades de competencia, debido a la falta de pruebas directas. Sin embargo, existen esfuerzos regulatorios para promover la competencia en mercados donde la colusión tácita parece ser común. Estos incluyen la reducción de barreras de entrada y la mejora en la transparencia del mercado para que los consumidores puedan tomar decisiones informadas. 

### Conclusión
La colusión tácita es un comportamiento complejo y difícil de regular, pero tiene implicaciones importantes para la competencia y el bienestar del consumidor. A pesar de que no siempre es ilegal, sus efectos pueden ser perjudiciales al mantener precios altos y reducir la cantidad disponible en el mercado. La promoción de políticas que favorezcan la competencia y limiten las posibilidades de coordinación implícita es clave para proteger a los consumidores y fomentar mercados más eficientes. 

### También véase
- Modelo de Bertrand
- Modelo de Cournot
- Competencia imperfecta
- Duopolio
- Teoría de juegos